# 淮北站
淮北站位于中华人民共和国安徽省淮北市相山区，是一个符夹线和淮萧联络线上的铁路车站，由中国铁路上海局集团淮北车务段管辖，目前为二等站，办理客货运业务。

## 历史
淮北站于1966年建成通车，当时车站设有数间平房作为售票、候车，及行包托运用，同时站台皆为石砌边、矿碴石碴垫层填平的简易站台，不设风雨棚和照明设施。1978年，车站对站台进行了整修，新增加一条股道、修建了硬面化站台并在正线旁设置安全护栏。1985年，淮北市于上海铁路局共同投资对淮北站扩建改造，新修建了可同时容纳950位旅客同时候车的新站房。
2010年7月1日，由于站房不敷应用，淮北站新站房工程开工。新站房位于既有站场南侧，于2014年1月26日启用，同时旧站房关闭。2016年开始，为应对符夹线扩能改造工程，车站对站场股道进行电气化改造、新建4站台并加高原为低站台的2、3站台。
2017年12月28日，淮萧联络线开通运营，淮北站开始开行高速动车组列车。

## 车站结构

### 站房
淮北站目前的站房于2014年投入使用，面积9200平方米。站房以帆船造型，通过与隋唐运河文化结合，象征淮北这座煤炭城市在历史长河中不断向前。站房设有地上两层，地下一层。售票处位于地面层右侧，设有人工售票窗口和自助售票机。候车室为两层，面积2700平方米。站房和站场通过一座8米宽的天桥和地道连接。

### 站场
车站原先设有一座侧式站台和岛式站台，并由8680平方米的站台柱雨棚覆盖。2017年新建4站台并将原先为低站台的2、3站台加高。车站东北方向为车站货场，主要办理整车货物发到，主要到发煤炭、粮食、钢材、矿建、农副产品等货品，并设有通往大唐淮北发电厂的专用线；站内西北方向淮北电厂专用线旁配备动车存车场，内含存车线4条，可整备长编组动车组。
| 1F | 侧式站台 | 侧式站台                                |
| 1F | 4站台    | 符夹铁路 往萧县北、夹河寨方向（岱河站） |
| 1F | 3站台    | 符夹铁路 往萧县北、夹河寨方向（岱河站） |
| 1F | 岛式站台 |                                         |
| 1F | 2站台    | 符夹铁路 往萧县北、夹河寨方向（岱河站） |
| 1F | 通过线   | 符夹铁路上行列车通过线                  |
| 1F | 通过线   | 符夹铁路下行列车通过线                  |
| 1F | 1站台    | 符夹铁路 往符离集方向（濉溪站）         |
| 1F | 侧式站台 |                                         |
| 1F | 站房     | 进站口、售票、候车、检票口              |

## 始发列车

### 动车组始发列车
| 列车所属路局 | 车次                | 目的地   |
| ------------ | ------------------- | -------- |
| 上海局集团   | G1566               | 北京南   |
| 上海局集团   | G7294、G7298、G8272 | 上海     |
| 上海局集团   | G7766、G8374        | 上海虹桥 |
| 上海局集团   | G7698               | 江山     |
| 上海局集团   | G7430               | 杭州西   |
| 上海局集团   | G7778               | 合肥     |
| 上海局集团   | G7412               | 六安     |
| 上海局集团   | G8306               | 连云港   |